# Cantó de Salèrna
El cantó de Salèrna és un cantó francès del departament de la Var, situat al districte de Draguinhan. Té 3 municipis i el cap és Salèrna.

## Municipis
- Salèrna
- Tortor
- Vilacròsa

## Història
| Data d'elecció                           | Identitat              | Partit                                           | Qualitat |
| ---------------------------------------- | ---------------------- | ------------------------------------------------ | -------- |
| 1970-2004                                | Raymond Nicoletti      | PS, després divers gauche, després divers droite |          |
| 2004-2008                                | Claude Laugier         |                                                  |          |
| 2008-                                    | Nicole Fanelli-Emphoux | PS                                               |          |
| les dades anteriors no són pas conegudes |                        |                                                  |          |
|                                          |                        |                                                  |          |

| 1962  | 1968  | 1975  | 1982  | 1990  | 1999  | 2006  |
| ----- | ----- | ----- | ----- | ----- | ----- | ----- |
| 3.018 | 3.259 | 3.480 | 4.133 | 4.513 | 4.828 | 5.278 |